# 莫伊塞·奥斯特罗果尔斯基
莫伊塞·亚科夫列维奇奥·斯特罗果尔斯基（俄语：Моисе́й Я́ковлевич Острого́рский，1854年—1921年2月10日），俄国政治理论家、史学家。与马克斯·韦伯、羅伯特·米契爾斯并列为政治社会学的奠基人，也是政党理论的开创者。
奥斯特罗果尔斯基的代表作《民主与政党组织》，成书于1902年。